# Stenolepia speciosissima
Stenolepia speciosissima är en träjonväxtart som först beskrevs av Edwin Bingham Copeland, och fick sitt nu gällande namn av Richard Eric Holttum och P.J.Edwards. Stenolepia speciosissima ingår i släktet Stenolepia och familjen Dryopteridaceae. Inga underarter finns listade.